# Maurizio Filardo
Maurizio Filardo (Castelvetrano, 23 novembre 1967) è un compositore e direttore d'orchestra italiano.
È noto per essere uno dei direttori artistici e d'orchestra del Festival di Sanremo e compositore di molte colonne sonore di film italiani, come Perfetti sconosciuti e di gran parte della filmografia di Paolo Genovese e Massimiliano Bruno.
Nel 2022 ha svolto il ruolo di music director dell'Eurovision Song Contest 2022 a Torino, componendo e producendo la colonna sonora utilizzata in sottofondo alle trasmissioni.

## Discografia parziale

### Colonne sonore
- 2017 – Il premio (Original Movie Soundtrack) (con Wrongonyou)

## Filmografia parziale
- Questa notte è ancora nostra, regia di Paolo Genovese e Luca Miniero (2008)
- Tre giorni dopo, regia di Daniele Grassetti (2013)
- Tutta colpa di Freud, regia di Paolo Genovese (2014)
- Confusi e felici, regia di Massimiliano Bruno (2014)
- Gli ultimi saranno ultimi, regia di Massimiliano Bruno (2015)
- Perfetti sconosciuti, regia di Paolo Genovese (2016)
- Beata ignoranza, regia di Massimiliano Bruno (2017)
- Il premio, regia di Alessandro Gassmann (2017)
- The Place, regia di Paolo Genovese (2017)
- Hotel Gagarin, regia di Simone Spada (2018)
- Non ci resta che il crimine, regia di Massimiliano Bruno (2019)
- Domani è un altro giorno, regia di Simone Spada (2019)
- Ritorno al crimine, regia di Massimiliano Bruno (2021)
- I migliori giorni, regia di Massimiliano Bruno ed Edoardo Leo (2023)
- Il primo giorno della mia vita, regia di Paolo Genovese (2023)
- Vivere non è un gioco da ragazzi, regia di Rolando Ravello - serie TV (2023)
- I peggiori giorni, regia di Massimiliano Bruno ed Edoardo Leo (2023)
- I leoni di Sicilia, regia di Paolo Genovese - serie TV (2023)
- Il clandestino, regia di Rolando Ravello - serie TV (2024)
- Follemente, regia di Paolo Genovese (2025)